# Famille Dandachi
 (février 2014).
Si vous disposez d'ouvrages ou d'articles de référence ou si vous connaissez des sites web de qualité traitant du thème abordé ici, merci de compléter l'article en donnant les références utiles à sa vérifiabilité et en les liant à la section « Notes et références ».
La famille Dandachi ou Dandashi (arabe : ﺍﻟﺪﻨﺎﺪﺸﺔ) est une famille arabe sunnite syro-libanaise. Son fief historique est aujourd'hui partagé entre le nord du Liban (district du Akkar) et l'ouest de la Syrie (provinces de Homs et de Tartous)

## Présentation
La famille est de confession musulmane sunnite.
Elle est traditionnellement implantée dans quatre villages dont trois au Liban (Machta Hassan, Machta Hammoud, Ouadi Khaled) et Tell-Kalakh en Syrie, considérée comme le "chef-lieu" de la famille.
La famille est divisée en plusieurs branches et sous-branches :
- À Tell-Kalakh :** Les Othmanides (ou Banu Othman Agha) dont sont issus les Al Mohammad par exemple;
  - Les Abbassides (ou Banu Abbas Agha);
  - Les Ibrahimides (ou Banu Ibrahim Agha).
- À Machta Hassan :
  - Les Isberides (ou Banu Isber Agha) dont sont issus les El Assaad, les El Restom
  - Les Assaadites (ou Banu Assaad Agha) dont sont issus les El Kanj par exemple;
  - Les Derbassides (ou Banu Derbas Agha).
  - Les Ezzeddine (ou Banu Isber Agha).
- À Machta Hammoud :
  - Les Othmanides sont déscendus de Abdallah Bin Hammoud.
  - Les Assaadites sont déscendus aussi de Abdallah Bin Hammoud dont sont issus les El Assaad.
  - Les Abboud.

## Origines et histoire
Les Dandachides sont des arabes chammarites, de la lignée de Daygham et descendant des Bani Himyar. Les Himyarites descendent de Qahtan (Yoktan dans la Bible), ancêtre des Arabes du sud (Yémen) appelés les ʿArabu'l-ʿAriba (العرب العاربة), c'est-à-dire les Arabes arabes ou Arabes purs. Il est par la même le fils du prophète Houd (Eber dans la Bible) qui est l'arrière-petit-fils de Sem, ce dernier étant le fils de Noé d'après les traditions biblique et coranique.
Il y a deux versions concernant l'origine du patronyme Al Dandachi. La première dit qu'elle vient du terme arabe Dandach' (دندش) qui signifie l'ornement des chevaux, les Dandachides étaient réputés pour la mise en valeur de leurs chevaux, pour le soin qu'ils leur apportaient et pour le maniement des jeux équestres. La deuxième version affirme que le nom vient de l'ancien turc Din Daşli qui signifierait "ceux qui protègent la religion". En effet, avant le XVIIIe siècle, les Dandachides avaient pour mission la protection des pèlerins en partance pour La Mecque, les escortant à travers le désert de Syrie et la Jordanie actuelle.
En 1684, le sultan ottoman Mehmed IV (1648-1687), donna le titre héréditaire de agha, du turc "souverain" ou "chef", à tous les membres mâles de la tribu. À l'époque, elle était dirigée par Isma'îl Ben Na'mour (mort en 1695). Le sultan chargea les Dandachides de la protection d'un territoire allant de Tripoli à Homs et jusqu'au Hermel dans la Bekaa, ainsi que la défense du Krak des Chevaliers. En échange, l'Empire ottoman leur offrit ce territoire comme étant leur propriété avec tous ceux qui s'y trouvaient, comme les paysans et leurs familles. Les Dandachides avaient droit de vie et de mort sur ces personnes, qui étaient pour la plupart de confession chiite alaouite.
Le tire de Agha est une distinction militaire qui était placée après le prénom des personnes qui la recevaient. Ce titre eut une signification officielle jusqu'en 1918. Cependant, il est encore utilisé aujourd'hui de manière honorifique par les membres de la famille. Certains par la suite obtinrent en plus le titre de bey signifiant en turc "chef de clan". Mais ce titre n'est pas héréditaire.

## Les Dandachides lors des bouleversements de la fin duXIXesiècleau début duXXesiècle
Cette période de l'histoire est une époque charnière pour le monde et pour l'Empire ottoman. Cette période fut marquée par la montée des nationalismes en Europe, puis dans l'Orient ottoman. Le mouvement des Jeunes-Turcs prit le pouvoir à Istanbul en 1908. Son objectif était la constitution d'un État exclusivement turc, rejetant les autres composantes de l'Empire (Arabes, Arméniens, Kurdes...). Les Dandachides, de par leurs liens généalogiques, restèrent attachés à leur identité arabe. Ils vont donc commencer à être sensibles aux mouvements nationalistes arabes.
Certains membres de la famille accédèrent à l'époque à des postes importants au sein de l'administration impériale ottomane. Ce fut le cas par exemple de Mustafa El-Assaad Al-Dandachi, qui était député au Parlement ottoman à Istanbul. Ce dernier se rapprocha du l'émir Fayçal, fils de Hussein ben Ali, et député de la Vilayet de Djeddah, qui se lia aux nationalistes arabes pour la création d'un grand royaume arabe avec comme souverain son père.
Lorsque la Première Guerre mondiale éclate, les Turcs s'allièrent à l'Allemagne. Les Britanniques vont alors soutenir les Arabes dans leur Grande Révolte de 1916, à laquelle les Dandachi vont participer.
À la fin de la Grande Guerre, certains Dandachi vont se rendre à la Conférence de Paris de 1919, au sein de la délégation arabe avec à sa tête l'émir Fayçal. Parmi eux on peut citer Mustafa Bey El-Assaad Al-Dandachi, qui fut décoré en 1919 Commandant de l'ordre de la Renaissance (Wissam al-Nahda) et Mohammad Agha El-Kanj Al-Dandachi.
Citons également Mohamamad Agha El-Khaled El-Restom Al-Dandachi qui fut également décoré de l'ordre de la Renaissance par le Chérif Hussein ben Ali.

## La révolte de décembre 1919
La Société des Nations (SDN) va entériner les accords Sykes-Picot de 1916 signés entre la France et la Grande-Bretagne, qui partage les territoires arabes de l'Empire ottoman. La France va se voir attribuer un mandat sur le Liban et la Syrie. Cependant, une partie de la Syrie reste sous contrôle arabe. Le fief Dandachide est quant à lui sous occupation militaire française. La famille accepta mal cette présence, l'armée française se comportant comme si elle était en pays conquis alors qu'ils furent alliés quelques mois auparavant contre les Turcs.
Tout va se gâter lors de la nomination du Général Henri Gouraud au poste de Haut-Commissaire au Levant, le 5 octobre 1919.
Le 8 décembre, des Dandachi vont tirer sur des officiers français désarmés en promenade à cheval. Quelques jours plus tard, ce sont près de 200 cavaliers Dandachi qui attaquèrent l'armée française à Tell-kalakh, capitale du fief familial. Ils vont prendre d'assaut le Sérail réquisitionné par l'armée française, situé dans la localité. Le drapeau français sera arraché et le drapeau arabe hissé à sa place au-dessus du bâtiment. Le Général Gouraud va envoyer un bataillon pour venir en aide à l'armée française et rétablir la situation. Naturellement, les Dandachi sont en infériorité et la révolte va vite être matée.
Cette défaite va créer un mouvement de panique au sein de la famille. Les hommes ayant survécu vont rejoindre femmes, enfants et personnes âgées ayant pris la fuite juste avant la révolte. Certains n'ont pas réussi à s'enfuir, comme Ahmed Agha El-Hussein Al-Dandachi, qui fut arrêté puis condamné. Il sera exécuté par pendaison le 21 janvier 1920 dans la cour de son palais à Tell-Kalakh.
À la suite de l'échec de la révolte, les Dandachi vont déserter leur fief pendant quelques moiss, et s'établir à Tripoli et à Homs.

## L'après-révolte ou le début du déclin
L'hostilité des Dandachi à l'égard de la présence française va avoir des conséquences pour la famille. Lorsque l'État du Grand-Liban est proclamé par le Général Henri Gouraud le 1er septembre 1920, les frontières de son territoire vont traverser le fief familial. En effet, la frontière est établie au Nahr el-Kebir et coupe la plaine de Bqaaya. Les villages de Machta Hassan, Machta Hammoud et Ouadi Khaled vont se trouver du côté libanais et Tell-Kalakh, en Syrie.
Cependant, certains vont continuer à lutter contre la présence française au Liban et en Syrie, mais politiquement. Abdelrazak El-Restom Al-Dandachi va fonder au début des années 1930, le 'Osbet Al'Amal Alqawmi, un parti nationaliste arabe. Son leitmotiv était la désobéissance civile, et il appelait à la grève ou au boycott de l'administration mandataire. Il mourut le 5 juillet 1935 dans un mystérieux accident de tramway à Damas. On y accuse la main des services français.
Autrement, beaucoup vont intégrer des partis nationalistes, notamment le parti social nationaliste syrien, fondé en 1932 par le Libanais Antoun Saadé.
Cette révolte va sonner le glas de la puissance des Dandachides pour plusieurs raisons. Outre, leur hostilité envers la France qui a coûté très cher en vies humaines, les Dandachi sont restés fidèles au Roi Fayçal et à l'idée de l'intégration de la Syrie au sein d'un royaume arabe unique. Donc au moment où Fayçal se fait chasser du pays, et où la République est proclamée en Syrie, les Dandachi étaient d'office écartés de tout espoir d'avoir des responsabilités au sein de l'administration syro-libanaise sous mandat français. Même si ce déclin n'est que politique dans un premier temps, il deviendra social puis économique à partir du début des années 1960. En effet, l'élite traditionnelle issue de l'Empire ottoman, de laquelle les Dandachi font partie, sera accusée de la perte de la Palestine en 1948. Les coups d'État militaires orchestrés par des officiers issus de la classe paysanne aux idées socialisantes vont se suivre en Syrie, en Égypte et en Irak. Cependant, l'union de la Syrie et de l'Égypte au sein de la République arabe unie est applaudie par la majorité des Dandachi au nom du nationalisme arabe.
Le coup d'État baasiste de 1961 qui mit fin à l'union va avoir des conséquences désastreuse pour la famille. Le régime va confisquer les terres appartenant à la famille depuis des siècles, privant ainsi les Dandachides de leur source de revenus. Le train de vie exubérant des membres de la famille va finir de la ruiner. S'ensuit une période où les Dandachides vont vivre une situation économique difficile parfois même désastreuse dans certains cas. Les choses vont davantage se dégrader avec l'arrivée au pouvoir de Hafez el-Assad en 1970. Celui-ci est issu de la communauté alaouite or les paysans qui servaient jadis les Dandachides étaient issus de cette communauté. Ces paysans se souviennent toujours de la maltraitance des Dandachides envers leurs ainés.
Les années 1970 et 1980 vont être caractérisées par une immigration économique principalement vers l'Arabie saoudite spécialement dans la ville de Jeddah, Asaad Fayad Al-Dandachi de Tell-Kallakh et Omar Ahmad Agha Al-Abdallah Al-Dandachi de Machta Hammoud qui vont s'occuper des jeunes de Al-Dandachi en Arabie saoudite et qui vont leur fournir tous les moyens qui facilitent leur travail et les chances de succès, mais aussi en Koweït, en France , en Belgique et aux États-Unis. Cette immigration est une immigration de long terme, les migrants restant dans le pays d'accueil après leurs études pour y travailler.

## Les Dandachi aujourd'hui
Ces expatriés vont se distinguer dans des domaines aussi variés que les affaires, la finance, la médecine ou l'architecture. Comme par exemple le syro-saoudien Fayyad Dandashi qui établit la première banque de sang privée en Arabie saoudite ou encore le riche homme d'affaires syro-émirien Mortada Al-Dandachi, actionnaire de la Byblos Bank Syria, connu notamment pour un projet de centre commercial à Homs où il a investi près 80 millions de dollars. Notons également un retour des Dandachi à la politique au Liban, avec l'élection en 2005 du docteur Azzam Dandachi à la députation.
Politiquement d'ailleurs, il n'existe pas une unité chez les Dandachi. Une partie soutient le courant du 14-mars de Saad Hariri (dont fait partie Azzam Dandachi) et l'autre, celui du 8-mars.
La famille Al Dandachi se distingue aujourd'hui par son attachement à ses traditions arabes ancestrales, à la Kabaîliya c'est-à-dire la conscience d'appartenir à une tribu, à la solidarité parmi ses membres, le culte des ancêtres, ainsi qu'à son histoire singulière, faite de gloire et de décadence. Même la jeune génération née à des milliers de kilomètres de Tell-Kalakh voue un culte à ses ancêtres. Également, les mariages entre branches sont encore très fréquents au XXIe siècle. Ces alliances intrafamiliales ont notamment pour but de préserver le patrimoine familial.
Outre le Liban et la Syrie, les Dandachi sont établis pour la grande majorité à Dubaï, Abou Dabi, Djeddah, Koweït City, mais aussi aux États-Unis, en France, en Belgique au Canada et en  Belgique.

## La révolte syrienne et la famille Al Dandachi
Talkalakh, étant situé dans une zone sensible (villages alaouites et chrétiens avec beaucoup de tourisme), dès le début des manifestations (mars 2011 Guerre civile syrienne) elle a été sous le joug de l'oppression du régime de Bashar Al-Assad. De nombreux jeunes de la famille Al Dandachi se sont fait emprisonner, puis torturer. Des pillages étaient effectués dans le village par les milices du régime, la révolte pacifique s'est transformée en révolte armée. Des snipers du régime se mettent en place, un couvre-feu est appliqué, des jeunes, des vieux, des enfants, des parents périssent, donc certains membres de la famille. Un exil a commencé vers le Liban où la famille s'est répandue dans la région de Akkar ainsi que dans d'autres pays arabes, européens ou américains.
Aujourd'hui, la famille est installée un peu partout dans le monde, quelques-uns sont encore en village à le reconstruire petit à petit.

## Personnalités
- Mustafa Bey El-Assaad Al-Dandachi, homme politique
- Abdelrazak El-Restom Al-Dandachi (1899-1935), homme politique nationaliste et fondateur du Parti Nationaliste des Travailleurs
- Ali Bey Al-Dandachi, -président des Scouts de Syrie et du Monde Arabe
- Azzam Dandachi, Médecin et député libanais, membre du Courant du Futur